# Grand Prix Anjou-Maine
Grand Prix Anjou-Maine är ett årligt travlopp för 4-10-åriga varmblodiga travhästar som körs i södra Frankrike på någon av travbanorna i Angers, Meslay-du-Maine, Laval eller Le Mans i början av oktober. Det är ett Grupp 3-lopp, det vill säga ett lopp av tredje högsta internationella klass. Förstapris är 45 000 euro.

## Vinnare
| År   | Häst               | Efter              | Distans | Kusk                  | Tränare                 | Tid    |
| ---- | ------------------ | ------------------ | ------- | --------------------- | ----------------------- | ------ |
| 2024 | Gendreen           | Boccador de Simm   | 2875 m  | Mathieu Mottier       | Laurent-Claude Abrivard | 1.11,6 |
| 2023 | Gaspar de Brion    | Singalo            | 2950 m  | Matthieu Abrivard     | Matthieu Abrivard       | 1.12,5 |
| 2022 | Elie de Beaufour   | Royal Dream        | 2875 m  | Jean-Michel Bazire    | Jean-Michel Bazire      | 1'12"9 |
| 2021 | Cleangame          | Ouragan de Celland | 3150 m  | Éric Raffin           | Jean-Michel Bazire      | 1'14"9 |
| 2020 | Dreambreaker       | Offshore Dream     | 2950 m  | Alexandre Abrivard    | Jean-Michel Bazire      | 1'12"8 |
| 2019 | Cleangame          | Ouragan de Celland | 2900 m  | Jean-Michel Bazire    | Jean-Michel Bazire      | 1'13"5 |
| 2018 | Aubrion du Gers    | Memphis du Rib     | 2900 m  | Jean-Michel Bazire    | Jean-Michel Bazire      | 1'12"2 |
| 2017 | Uza Josselyn       | Love You           | 3125 m  | Alexandre Abrivard    | René Aebischer          | 1'12"2 |
| 2016 | Call Me Keeper     | Pine Chip          | 2875 m  | Franck Nivard         | Daniel Redén            | 1'13"7 |
| 2015 | Voltigeur de Myrt  | Opus Viervil       | 2875 m  | Gabriele Gelormini    | Roberto Donati          | 1'13"3 |
| 2014 | Swedishman         | Gogo               | 3150 m  | Franck Nivard         | Thierry Duvaldestin     | 1'13"5 |
| 2013 | Sanity             | Love You           | 2900 m  | Franck Ouvrie         | Malin Löfgren           | 1'12"3 |
| 2012 | Roxane Griff       | Ténor de Baune     | 2900 m  | Éric Raffin           | Sébastien Guarato       | 1'13"9 |
| 2011 | Ready Cash         | Indy de Vive       | 3150 m  | Thierry Duvaldestin   | Thierry Duvaldestin     | 1'14"5 |
| 2010 | Riglorieux du Bois | Indy de Vive       | 2875 m  | Jean-Michel Bazire    | Jean-Michel Bazire      | 1'12"5 |
| 2009 | Pinson             | Baccarat du Pont   | 2875 m  | Jean-Michel Bazire    | Jean-Michel Bazire      | 1'14"9 |
| 2008 | Licencie du Vif    | Vivaldi de Chenu   | 3125 m  | Herve Sionneau        | Herve Sionneau          | 1'16"3 |
| 2007 | Max de Guez        | Cedre du Vivier    | 2850 m  | Jean-Michel Bazire    | Jean-Michel Bazire      | 1'15"0 |
| 2006 | Milord de Melleray | Biesolo            | 2875 m  | Thierry Duvaldestin   | Thierry Duvaldestin     | 1'14"5 |
| 2005 | Jardy              | Cygnus d'Odyssee   | 3150 m  | Jean-Michel Bazire    | Jean-Michel Bazire      | 1'16"4 |
| 2004 | General du Lupin   | Lutin d'Isigny     | 2875 m  | Pierre Vercruysse     | Jean Paul Marmion       | 1'13"9 |
| 2003 | General du Lupin   | Lutin d'Isigny     | 2900 m  | Pierre Vercruysse     | Jean Paul Marmion       | 1'14"0 |
| 2002 | Hamster Dore       | Pythagoras         | 3200 m  | Stephane Guelpa       | Stephane Guelpa         | 1'16"2 |
| 2001 | General du Pommeau | Sebrazac           | 2875 m  | Jules Lepennetier     | Jules Lepennetier       | 1'15"2 |
| 2000 | Jackhammer         | Demilo Hanover     | 2875 m  | Ulf Nordin            | Ulf Nordin              | 1'16"0 |
| 1999 | Giesolo de Lou     | Biesolo            | 3225 m  | Jean-Étienne Dubois   | Jean-Étienne Dubois     | 1'16"5 |
| 1998 | Fleuron Perrine    | Ténor de Baune     | 2875 m  | Jean Baptiste Bossuet | Jean Baptiste Bossuet   | 1'14"6 |
| 1997 | Classique Celeste  | Beausejour         | 2875 m  | Stephane Douaneau     | Stephane Douaneau       | 1'15"6 |
| 1996 | Abo Volo           | Lurabo             | 3225 m  | Joseph Verbeeck       | Paul Viel               | 1'15"7 |
| 1995 | Promising Catch    | Supergill          | 2850 m  | Jean-Pierre Dubois    | Jean-Pierre Dubois      | 1'15"5 |
| 1994 | Vanilie            | Fanacques          | 2850 m  | Christophe Chalon     | Guy Maurice Dreux       | 1'16"2 |
| 1993 | Viking de Crepon   | Tony M.            | 3200 m  | Christan Bigeon       | Laurent Leduc           | 1'16"6 |
| 1992 | Taldon             | Fondon             | 2600 m  | Jean Francois Popot   | Jean Francois Popot     | 1'15"7 |
| 1991 | Reve d'Udon        | Ejakval            | 2875 m  | Yves Dreux            | Bernard Desmontils      | 1'16"8 |